# 大庙汪村
大庙汪村是中国安徽省绩溪县瀛洲镇下辖的一个自然村。位于绩溪县城与龙川村中间，登源河东岸，距县城5公里。大庙是指村西南隔河相望的汪公大庙。毗邻仁里村与瀛洲村。现人口七百余人，汪，王两姓各半。清同治五年（1866年）洪水摧毁毗邻的庙头村，庙头王姓并入汪村。
大庙汪村始建于南朝，南齐司马汪叔举定居后称汪村，是汪姓聚族而居的古村落。大庙汪村是唐代越国公汪华故里。汪华起事之初，在家乡“引弓远射”，以矢堕之处择地建城堡，即“汪王故城”。宋太平兴国五年（980年），在汪王故城遗址敕建“忠烈庙”，俗称“汪公大庙”，为朝廷认定的徽州地区祭祀汪华的四座主要庙宇之一。殿后有“劝忠楼”和司马公祠。

## 名胜
汪村古村落分上村、下村两部分，房屋多为徽派古民居，尚存不少徽商豪宅（汪顺和、汪昌隆、王昌鳌、王介侯等）。2019年6月6日，汪村被评为第五批中国传统村落。。
- 汪公大庙遗址：位于汪村登源河西，祭祀汪氏显祖、越国公汪华，始建于北宋太平兴国五年（980年），明嘉靖四十二年（1563年）胡宗宪重建，1977年坍塌。
- 汪氏住宅：雕刻精美，2004年10月28日，公布为第四批安徽省文物保护单位（4-96）[3]。
- 司马公祠：汪公大庙遗址后，纪念汪华高祖汪叔举，列为绩溪县文物保护单位
- 俊公墓园：汪华第八子汪俊（631-685年）墓，村中汪姓都是其后裔，2018年重建
- 爽公纪念园：汪华第七子汪爽（618-673年），建于2018年
- 汪氏家庙、家谱馆：建于明嘉靖四十二年（1563年），1949年以后为生产队占用，2021年按原样重建
- 登源桥
- 胞衣坪：相传是汪华胞衣 (胎盘) 埋葬之地。
- 石坎潭：
- 五教堂（王氏宗祠）：位于上村上街头
- 下村汪氏宗祠：天叙堂、画堂、敦义堂、敬爱堂
- 十字街，青石板路面。
- 天灯街古井
- 古戏台
- 古码头（水坎头）
- 跨马洞岭古道